# Eduardo Admetlla
Eduardo Admetlla Lázaro (Barcelona 10 de enero de 1924- Barcelona, 8 de octubre de 2019) fue un buceador español, pionero de esta actividad, así como de la fotografía y la filmación subacuática. También fue inventor de cajas estancas para cámaras fotográficas y de un aparato de respiración de aire comprimido para inmersión, probador de material para buceo, explorador y divulgador.

## Biografía
En 1948 se inició en el buceo. En un primer momento como pescador subacuático, se hizo socio de la Asociación de Pesca Submarina de Barcelona (APS), actividad que abandonó al considerar que no podía entrar en el fondo del mar armado con un fusil. Fue socio fundador del Centro de Recuperación y de Investigaciones Submarinas (CRIS) y se dedicó a la fotografía y filmación del fondo marino. A partir de entonces, diseñó equipos estancos para cámaras y trabajó como probador de material para la firma Nemrod. En 1953 construyó y probó con éxito un prototipo experimental de escafandra autónoma.
El 30 de septiembre de 1957, desde el Arsenal de Cartagena descendió con botellas de aire comprimido hasta los 100 m de profundidad, estableciendo el récord mundial de profundidad en buceo con aire comprimido.
Escribió cinco libros explicando sus experiencias submarinas: La llamada de las profundidades, Mis amigos los peces, ¡Fondo!, Tierras y profundidades  y Mi aventura submarina.
Siguiendo los trabajos de Hans Hass y Jacques-Yves Cousteau, fue un pionero español en fotografía y filmación subacuáticas. La primera serie documental que dirigió se tituló Rumbo sur, filmada en blanco y negro. Después de esta experiencia se profesionalizó, fundó la productora Volitans Films, S.L. y filmó las series: La llamada de las profundidades rodada en Seychelles; Nuestras islas, rodada en Baleares y Canarias, y Tierras y profundidades en el Caribe. Todas ellas fueron emitidas por Televisión Española. Para TV3 grabó la serie documental La naturaleza en profundidad [La natura en profunditat].
Falleció en su ciudad natal a los 95 años de edad. La secretaría general del deporte y de la actividad física de Cataluña lamentó la pérdida del destacado divulgador científico y deportista.

## Publicaciones
- Admetlla Lázaro, Eduardo. La llamada de las profundidades. Editorial Juventud, 1957.
- Admetlla Lázaro, Eduardo. La llamada de las profundidades. Editorial Juventud, 1957. Versión en colección Z 1961.
- Admetlla Lázaro, Eduardo. La llamada de las profundidades. Editorial Juventud, 1957. Reeditado por EDIM en 1999. ISBN 84-605-8808-4
- Admetlla Lázaro, Eduardo. La llamada de las profundidades. Editorial Juventud, 1957. Reeditado por el autor 2009. ISBN 84-605-8808-4
- Admetlla Lázaro, Eduardo. La llamada de las profundidades. Editorial Juventud, 1957. Reeditado por el autor 2010. ISBN 84-605-8808-4
- Admetlla Lázaro, Eduardo. Mis amigos los peces. Bruguera, 1983. ISBN 84-02-09549-6.
- Admetlla Lázaro, Eduard. Mis amigos los peces. Reeditado por el autor 2010. ISBN 84-02-09549-6.
- Admetlla Lázaro, Eduard. ¡Fondo!. Plaza & Janes, 1976. ISBN 84-01-33095-5.
- Admetlla Lázaro, Eduard. ¡Fondo!. Plaza & Janes, 1978. ISBN 84-01-48032-9 (edición de bolsillo)
- Admetlla Lázaro, Eduard. Tierras y profundidades. Bruguera, 1983. ISBN 84-02-07764-1.
- Admetlla Lázaro, Eduard. Mi aventura submarina. Barcelona: Grijalbo, 1984. ISBN 978-8425315404.

## Series de televisión
| Año     | Título de la serie              | Color          | N.º de capítulos | Lugar de filmación                               | Cadena de televisión |
| ------- | ------------------------------- | -------------- | ---------------- | ------------------------------------------------ | -------------------- |
| 1964    | Rumbo Sur                       | Blanco y negro | 6                | Estudios Miramar                                 | RTVE                 |
| 1975    | La llamada de las profundidades | Color          | 6                | Islas Seychelles                                 | RTVE                 |
| 1977    | Nuestras islas                  | Color          | 13               | Islas Baleares y Canarias                        | RTVE                 |
| 1980-81 | Tierras y profundidades         | Color          | 13               | Selva venezolana, delta del orinoco y mar Caribe | RTVE                 |
| 1983    | La natura en profunditat        | Color          | 13               | Venezuela, Caribe, Costa Brava e Islas Galápagos | TV3                  |

## Condecoraciones y distinciones
| Año  | Condecoración/ Distinción                                                                                |
| ---- | --- |
| 1958 | Primer Socio de Mérito del Centre de Recuperació i de Investigacions Submarines (CRIS)                   |
| 1958 | Medalla de Plata al Mérito Deportivo de la Delegación Nacional de Educación Física y Deportes            |
| 1958 | Medalla al Mérito Deportivo de la Excma. Diputación Provincial de Barcelona                              |
| 1958 | Miembro de Honor de la Societat Cultural Arca de Noé de Barcelona                                        |
| 1959 | Medalla y Diploma al Mérito Deportivo de la Federación Española de Actividades Subacuáticas              |
| 2007 | Miembro de Honor de la Historical Diving Society Spain (HDSES)                                           |
| 2011 | Placa Honorífica del Centro de Buceo de la Armada Española                                               |
| 2014 | Premio "Pergamino" de la Asociación de Amigos del Museo de Anclas Philippe Cousteau. Salinas.(Asturias). |
| 2015 | Primer premio Buzo de Honor de la Historical Diving Society Spain (HDSES)                                |